# Oreocarya subcapitata
Oreocarya subcapitata är en strävbladig växtart som först beskrevs av Robert D. Dorn och Lichvar, och fick sitt nu gällande namn av R.B.Kelley. Oreocarya subcapitata ingår i släktet Oreocarya och familjen strävbladiga växter. Inga underarter finns listade i Catalogue of Life.